# Pierre Rebreyend
Pierre Rebreyend, né en 1997 à Saint-Martin-d'Uriage proche de Grenoble, est un grimpeur français.
Record Français lors de la coupe du monde de Chamonix le 7 juillet 2023 à Chamonix avec un temps de 5'18. 

## Palmarès
- 15e aux Championnats du monde d'escalade 2023 à Chamonix,  France[1]
- Vice-Champion de France 2023
- Champion de France 2024[3]

## Records
- Record de France de vitesse masculine avec 5s08, améliorant le précédent record de 5s11 de Guillaume Moro à Chamonix le 11 juillet 2025[4].